# Пуховка
Пу́ховка (укр. Пухівка) — село, входит в Зазимскую сельскую общину Броварского района Киевской области Украины. До 2020 года — административный центр Пуховского сельского совета.

## География
Село расположено на левом берегу Десны, к северо-западу от города Бровары, и в 20-ти км на север от Киева. Занимает площадь 7,13 км².

## История
Известно с 980 года, основано как рыбацкий поселок. Прежнее название — Деснянский Городок, с приблизительно 1500 года — Комаровка. С 1631 года носит другое название — Пуховка.
В XIX веке село Пуховка было в составе Броварской волости Остерского уезда Черниговской губернии. В селе была Покровская церковь.
В селе родился, жил, умер и был похоронен Герой Советского Союза Степан Мыкал.

## Население
Численность населения по переписи 2001 года составляло 1996 человек.